# Pelosia angusta
Pelosia angusta là một loài bướm đêm thuộc phân họ Arctiinae, họ Erebidae.